# Gambo, Republica Centrafricană
Gambo este un oraș din Republica Centrafricană.